# Zpět k pramenům
Zpět k pramenům (putování k neznámým pramenům známých řek) je dokumentární cyklus České televize.
Tvorba započala v roce 2004, kdy byly vytvořeny scénáře jednotlivých dílů. Následovaly obhlídky lokalit, které provedl scenárista a režisér cyklu Bedřich Ludvík a v jednom případě také dramaturg Milan Vacek. Lektorováním scénáře byli pověřeni pracovníci České geologické služby. Během obhlídek bylo navštíveno 108 míst po celé České republice, ale také v Rakousku, Německu a Polsku. V květnu pak začalo natáčení, během kterého štáb navštívil 50 soutoků a 44 pramenů. Původně bylo plánováno vytvořit 24 dílů s 64 řekami, ale nakonec se vytvořilo jen 13 dílů s 44 prameny. Cyklem provázel Luděk Munzar. Autorem a interpretem ústřední písně byl Bedřich Ludvík.
V roce 2005 pak na cyklus navázala kniha Zpět k pramenům, kde se objevily i prameny řek, které se nevešly do dílů.

## Jednotlivé díly
| Pořadí | Název dílu             | Řeky                                                       | Povodí             |
| ------ | ---------------------- | ---------------------------------------------------------- | ------------------ |
| 1      | Na střeše Evropy       | Labe, Morava, Odra                                         | Labe, Morava, Odra |
| 2      | Ze střechy pod okap    | Vltava, Hřenská Kamenice, Ploučnice, Bílina                | Labe               |
| 3      | Řeka bez pramene       | Berounka, Úhlava, Úslava, Mže, Radbuza                     | Labe               |
| 4      | Zlatonosné prameny     | Otava, Blanice, Volyňka, Vydra                             | Labe               |
| 5      | Prameny vodáckých řek  | Sázava, Lužnice, Ohře                                      | Labe               |
| 6      | Pitné řeky             | Želivka, Svitava, Punkva                                   | Labe, Morava       |
| 7      | Severní prameny        | Jizera, Kamenice, Bílá Desná, Nisa                         | Labe, Odra         |
| 8      | Střední prameny        | Cidlina, Doubravka, Chrudimka                              | Labe               |
| 9      | Východní prameny       | Loučná, Tichá Orlice, Divoká Orlice, Metuje, Úpa           | Labe               |
| 10     | Jižní prameny          | Svratka, Jevišovka, Moravská Dyje, Rakouská Dyje           | Morava             |
| 11     | Zapomenuté prameny     | Jihlava, Rokytná, Oslava                                   | Morava             |
| 12     | Prameny přítoků Moravy | Velká Haná, Vsetínská Bečva, Rožnovská Bečva, Divoká Desná | Morava             |
| 13     | Poslední prameny       | Bílá Opava, Moravice, Bílá Ostravice, Černá Ostravice      | Odra               |